# Chiesa di San Biagio (Muccia)
La chiesa di San Biagio è la parrocchiale di Muccia, in provincia di Macerata e arcidiocesi di Camerino-San Severino Marche; fa parte della vicaria di Pieve Torina.

## Storia
L'originaria chiesa muccese sorse probabilmente nel XV secolo: di questa struttura si conservano ancora alcune aperture tamponate e il campanile, a sua volta realizzato riutilizzando un'antica torre della cinta muraria.
Nel Settecento la parrocchiale fu interessata da un intervento di rimaneggiamento e di ampliamento; in quest'occasione la navata venne abbellita con l'aggiunta di lesene e si provvide a costruire la volta.
Tra il 1960 e il 1969 la chiesa e il campanile furono consolidati mediante l'apposizione di tiranti metallici dell'arco santo e nelle pareti della torre.
Danneggiata dall'evento sismico del 1997, la parrocchiale venne ripristinata tra il 1999 e il 2000; si procedette anche all'adeguamento alle norme postconciliari.

## Descrizione

### Esterno
La facciata a capanna della chiesa, rivolta a nordovest, è suddivisa in due registri da una cornice; quello inferiore, abbellito da lesene laterali, presenta centralmente il portale d'ingresso timpanato, mentre quello superiore è caratterizzato da tre finestre  tutto sesto e coronato dal frontone triangolare.
Annesso alla parrocchiale è il campanile a base quadrata, la cui cella presenta su ogni lato una monofora ed è coperta dal tetto a quattro falde.

### Interno
L'interno dell'edificio si compone di un'unica navata composta da sei campate, sulla quale si affacciano le cappellette con gli altari minori e le cui pareti sono scandite da lesene ioniche sorreggenti il cornicione modanato sopra cui si imposta la volta a botte caratterizzata da unghiature; al termine dell'aula si sviluppa il presbiterio, a sua volta chiuso dall'abside di forma quadrata.
Qui è conservata una statua avente come soggetto San Sebastiano, intagliata nel XV secolo.